# 아카마피치틀리
아카마피치틀리(나와틀어: Acamapichtli [aːkamaːˈpit͡ʃt͡ɬi], ? - 1395년)는 아즈텍의 초대 통일 군주(재위 1376년–1395년)였다.

## 같이 보기
- 아즈텍 문명

| 전임 테노치 | 제1대 아즈텍 황제 1576년 - 1595년 | 후임 아스카포찰코의 식민지 후임 : 익스틀리소치틀 |